# Anita Andriesensluis
De Anita Andriesensluis is een sluis in de Leistervaart (Leister Feart) bij het Friese dorp Oude Leije, vernoemd naar de Friese gedeputeerde Anita Andriesen. De sluis geeft toegang tot het Bildtse deel van de Noordelijke Elfsteden vaarroute.

## Beschrijving
Samen met de Schutsluis Wierstersyl geeft de Anita Andriesensluis toegang tot de het Bildtse deel van de Noordelijke Elfsteden vaarroute. De sluis is automatisch en zelf te bedienen en tevens voorzien van kluuntrappen en een vispassage. In 2011 werd de sluis opgeleverd voor de Noordelijke Elfsteden vaarroute. 
Voordat de sluis werd gerealiseerd was de vaarroute naar Het Bildt op deze en op de plek van de Schutsluis Wierstersyl afgedamd door middel van twee aardedammen. Dit was omdat het waterpeil op Het Bildt circa 35 centimeter lager ligt dan in de rest van Friesland. De aardedammen maakten de doorvaart dan ook onmogelijk. Het verhogen van het waterpeil zou te veel landbouwkundige nadelen en een te hoog kostenplaatje geven. Ook zouden de afvaarten naar de dorpen moeten worden afgedamd. Te veel nadelen volgens de stuurgroep en daarom heeft men uiteindelijk gekozen voor de bouw van een tweetal sluizen waarvan de Anita Andriesensluis er één is.